# Прудки (Корочанський район)
Прудки (рос. Прудки) — село у Корочанському районі Бєлгородської області Російської Федерації.
Населення становить 434 особи. Входить до складу муніципального утворення Проходенське сільське поселення.

## Історія
Населений пункт розташований у східній частині української суцільної етнічної території — східній Слобожанщині.
Згідно із законом від 20 грудня 2004 року № 159 від 20 грудня 2004 року органом місцевого самоврядування є Проходенське сільське поселення.

## Населення
| 2002 | 2010 |
| ---- | ---- |
| 517  | ↘434 |